# Gora Olimpijcev
Gora Olimpijcev är ett berg i Antarktis. Det ligger i Östantarktis. Australien gör anspråk på området. Toppen på Gora Olimpijcev är 1 592 meter över havet.
Terrängen runt Gora Olimpijcev är huvudsakligen en högslätt.  Trakten är obefolkad. Det finns inga samhällen i närheten.